# 南寄居站
南寄居站（日语：／ Minami-Yorii eki */?）是一個位於日本埼玉縣大里郡寄居町大字富田，建設中東武鐵道東上本線的鐵路車站。車站編號是TJ 35。副站名是本田寄居前（ホンダ寄居前）。

## 概要
汽車製造商本田技研工業將於2023年度關閉位於狹山市的狹山工場，決定為了鞏固和集中寄居町寄居工場的機能的方針，確保增加從業員的交通為目的在東武側設置新站。
2019年6月3日，東武鐵道宣佈將在東武竹澤站－男衾站間的寄居工場鄰近位置設置新站。使用乘客預定為工場勤務者，亦計劃引入停車換乘。

## 歷史
- 2019年（令和元年）
  - 6月3日：東武鐵道宣佈設置新站[4]。
  - 12月23日：新站名稱決定為「南寄居站」，副站名為「本田寄居前」[1]。
- 2020年（令和2年）10月31日：開業[1]。

## 相鄰車站
東武鐵道
 東上本線
東武竹澤（TJ 34）－南寄居（TJ 35）－男衾（TJ 36）